# Lighthouse Family
Lighthouse Family era uma dupla  britânica de pop soul formada pelo vocalista Tunde Baiyewu e pelo tecladista Paul Tucker. A dupla ganhou destaque em meados da década de 1990, e inicialmente permaneceu ativa até o início dos anos 2000. 

## Carreira
Tunde Baiyewu e Paul Tucker formaram a banda em 1993 em Newcastle upon Tyne, Inglaterra, após se conhecerem enquanto estudavam na universidade e ambos trabalhavam no mesmo bar. 
Seu álbum de estreia Ocean Drive (1995), vendeu mais de 1,8 milhões de cópias no Reino Unido, e os estabeleceu como uma dupla popular de easy listening em toda a Europa. Dois anos depois, a dupla gravou o segundo sucesso, Postcards from Heaven. Em 2002, Whatever Gets You Through the Day foi lançado, novamente com pura música soul. 
Em 2002, foi lançada a coletânea Greatest Hits, com duas canções inéditas. Este álbum teve uma versão em DVD, contendo todos os videoclipes do duo. Em 2004, Relaxed & Remixed foi lançado, sendo um álbum de remixes. 
Em 2019, foi lançado o álbum duplo Blue Sky in your Head, sendo o CD 1 composto de inéditas e o CD 2 composto de coletânea dos maiores sucessos da dupla. No mesmo ano, saiu o EP natalino Christmas Lights.

## Discografia

### Álbuns de estúdio
- Ocean Drive (1996)[1]
- Postcards from Heaven (1997)[2]
- Whatever Gets You Through the Day (2001)[3]
- Blue Sky In Your Head (2019)[4]

### Compilações
- Greatest Hits (2002)
- The Very Best Of (2003)

### Álbuns remixados
- Relaxed & Remixed (2004)